# Jon Sistiaga
Jon Sistiaga Escudero (Irún, 2 de abril de 1967) es un periodista español.

## Biografía
Licenciado en Periodismo y doctorado en Relaciones Internacionales por la Universidad del País Vasco. Ha realizado reportajes en lugares como Ruanda, Irlanda del Norte, Colombia, Próximo Oriente, Kosovo, Afganistán, Tailandia, Honduras, Mali, Tanzania, Estados Unidos, Ucrania, México, Corea del Norte, Guinea Ecuatorial y Argentina.

### Detención enSerbia(1999)
El 2 de abril de 1999, Sistiaga y el cámara de Telecinco Bernabé Domínguez fueron detenidos por las tropas serbias cuando se encontraban en la frontera entre Kosovo y la República de Macedonia del Norte filmando la llegada de un tren cargado de refugiados. Ambos fueron liberados cinco días más tarde.

### La guerra deIrak(2003)
Sistiaga y el cámara José Couso relataron el inicio de la guerra de Irak como reporteros de Telecinco. Allí Sistiaga vivió toda la fase de bombardeos y la caída del dictador Sadam Huseín. Tal y como narró en su libro Ninguna guerra se parece a otra (2004), un ataque de las fuerzas estadounidenses contra el hotel Palestina, donde se hospedaban periodistas de distintos medios internacionales, acabó con la vida de su amigo y compañero José Couso y del camarógrafo ucraniano de la agencia Reuters, Taras Protsyuk.

### Otros trabajos
El periodista ha realizado numerosos reportajes y documentales sobre temas como la violencia de género sistematizada en la India,  el genocidio de Ruanda, la delincuencia medioambiental en África o el conflicto árabe-israelí.  Sus documentales y artículos se han emitido o publicado en Telecinco, Cuatro, Canal+, CNN, El País o Movistar+. En 2016 dirigió y presentó el programa documental Tabú en Movistar+. En 2019 codirigió, junto a Alfonso Cortés-Cavanillas, la serie documental ETA, El final del silencio. En 2024 regresó a Cuatro con el programa de entrevistas Otro enfoque.
Ha recibido los premios de Reporteros Sin Fronteras en 1999, el premio Ortega y Gasset de Periodismo en 2003 y los premios Ondas en 2012 y 2016.

## Libros
- Ninguna guerra se parece a otra (Plaza & Janes Editores, 2004).
- José Couso: la mirada incómoda (Editorial H.A.C. -Hermanos, Amigos y Compañeros de José Couso-, 2004).
- Purgatorio (Plaza & Janes Editores, 2022).

## Programas
- Informe Cuatro (2005, Cuatro)
- Cuatro x Cuatro (2006, Cuatro)
- Especial Noticias Cuatro (2006-2009, Cuatro)
- REC Reporteros Cuatro (2010-2011, Cuatro). Director y presentador de siete reportajes.
- Reportajes Canal +: Jon Sistiaga (2011-2015, Canal+). Director y presentador.[7]
- W!tness (2014, Canal+). Director y presentador.[8]
- Tabú: Jon Sistiaga (2016-2019, #0). Director y presentador.
- ETA, El final del silencio (2019, #0). Codirector y presentador.
- Miedo: Jon Sistiaga (2020, #0). Director y presentador.
- Estados Desunidos: Jon Sistiaga (2020, #0). Director y presentador.
- La Otra Cara de la Pandemia: Jon Sistiaga (2021, #0). Director y presentador.
- Polonia ¿zona libre de LGTBI?: Jon Sistiaga (2021, #0). Director y presentador.
- Otro enfoque (2024-presente, Cuatro). Director y presentador.

## Reportajes de investigación
| Fecha de estreno | Reportaje                                               | Programa                                    | Programa completo |  |
| 15.12.2005       | "Presos humillados, presos olvidados"                   | Informe Cuatro                              |                   |  |
| 08.03.2006       | "Al Qaeda en la red"                                    | Cuatro x Cuatro]]                           |                   |  |
| 12.04.2006       | "Guantánamo"                                            | Cuatro x Cuatro                             |                   |  |
| 03.05.2006       | "Hipercor, el peor atentado de ETA"                     | Cuatro x Cuatro                             |                   |  |
| 14.06.2006       | "Lecciones de Irlanda"                                  | Cuatro x Cuatro                             |                   |  |
| 30.11.2006       | "Españoles en el laberinto libanés"                     | Especial Noticias Cuatro                    |                   |  |
| 09.03.2007       | "11-M. Retrato de los asesinos"                         | Especial Noticias Cuatro                    |                   |  |
| 06.07.2007       | "Amarás al líder sobre todas las cosas"                 | Especial Noticias Cuatro                    |                   |  |
| 10.12.2007       | "Sargento: ¿A qué estamos disparando?"                  | Especial Noticias Cuatro                    |                   |  |
| 04.01.2008       | "¡Papi, cómprame un Kalashnikov!"                       | Especial Noticias Cuatro                    |                   |  |
| 11.04.2008       | "Secuestrados, agonía en la oscuridad"                  | Especial Noticias Cuatro                    |                   |  |
| 19.09.2008       | "Los legionarios de Alá"                                | Especial Noticias Cuatro                    |                   |  |
| 26.12.2008       | "Narcoméxico (Parte 1): Corrido para un degollado"      | Especial Noticias Cuatro                    |                   |  |
| 02.01.2009       | "Narcoméxico (Parte 2): Alfombra roja para los muertos" | Especial Noticias Cuatro                    |                   |  |
| 30.01.2009       | "Gaza: lo que Israel no quería que viéramos"            | Especial Noticias Cuatro                    |                   |  |
| 20.04.2009       | "Niños, guerreros y zombis"                             | Especial Noticias Cuatro                    |                   |  |
| 18.09.2009       | "Infierno Guantánamo"                                   | Especial Noticias Cuatro                    |                   |  |
| 12.10.2009       | "Honduras: Manual para un golpe de Estado"              | Especial Noticias Cuatro                    |                   |  |
| 07.05.2010       | "Los desiertos de Al Qaeda"                             | REC Reporteros Cuatro                       |                   |  |
| 21.05.2010       | "Detrás de la Copa"                                     | REC Reporteros Cuatro                       |                   |  |
| 01.10.2010       | "Arizona ilegal"                                        | REC Reporteros Cuatro                       |                   |  |
| 28.01.2011       | "Con la música a otra parte"                            | REC Reporteros Cuatro                       |                   |  |
| 16.06.2011       | "En las puertas del infierno"                           | Reportajes Canal +: Jon Sistiaga            |                   |  |
| 14.09.2011       | "Los blancos de la ira"                                 | Reportajes Canal +: Jon Sistiaga            |                   |  |
| 17.11.2011       | "Los Señores de la Guerra"                              | Reportajes Canal +: Jon Sistiaga            |                   |  |
| 14.03.2012       | "A lomos de la bestia"                                  | Reportajes Canal +: Jon Sistiaga            |                   |  |
| 19.06.2012       | "Entre Barras Bravas"                                   | Reportajes Canal +: Jon Sistiaga            |                   |  |
| 21.11.2012       | "Caminando sobre las bombas"                            | Reportajes Canal +: Jon Sistiaga            |                   |  |
| 23.01.2013       | "Chernóbil, zona de alienación"                         | Reportajes Canal +: Jon Sistiaga            |                   |  |
| 10.04.2013       | "Caza al homosexual"                                    | Reportajes Canal +: Jon Sistiaga            |                   |  |
| 09.10.2013       | "La América del odio"                                   | Reportajes Canal +: Jon Sistiaga            |                   |  |
| 19.02.2014       | "No es país para mujeres"                               | Reportajes Canal +: Jon Sistiaga            |                   |  |
| 19.06.2014       | "Ruanda, cómo organizar un genocidio"                   | Reportajes Canal +: Jon Sistiaga            |                   |  |
| 10.12.2014       | "La mara vida"                                          | Reportajes Canal +: Jon Sistiaga            |                   |  |
| 03.06.2015       | "Colmillos de sangre"                                   | Reportajes Canal +: Jon Sistiaga            |                   |  |
| 29.09.2015       | "La tierra prometida"                                   | Reportajes Canal +: Jon Sistiaga            |                   |  |
| 31.03.2016       | "Infancia robada: Expiación"                            | Tabú: Jon Sistiaga                          |                   |  |
| 07.04.2016       | "Infancia robada: Perversión"                           | Tabú: Jon Sistiaga                          |                   |  |
| 14.04.2016       | "Infancia robada: Duelo"                                | Tabú: Jon Sistiaga                          |                   |  |
| 21.04.2016       | "Infancia robada: Monstruo"                             | Tabú: Jon Sistiaga                          |                   |  |
| 29.09.2016       | "Y al final, la Muerte: Prólogo"                        | Tabú: Jon Sistiaga                          |                   |  |
| 06.10.2016       | "Y al final, la Muerte: Epílogo"                        | Tabú: Jon Sistiaga                          |                   |  |
| 13.10.2016       | "Y al final, la Muerte: Huida"                          | Tabú: Jon Sistiaga                          |                   |  |
| 20.10.2016       | "Y al final, la Muerte: Retorno"                        | Tabú: Jon Sistiaga                          |                   |  |
| 27.10.2016       | "Y al final, la Muerte: Fin"                            | Tabú: Jon Sistiaga                          |                   |  |
| 25.05.2017       | "La Maldad: ¿De qué está hecho un malo?"                | Tabú: Jon Sistiaga                          |                   |  |
| 01.06.2017       | "La Maldad: La semilla del mal"                         | Tabú: Jon Sistiaga                          |                   |  |
| 08.06.2017       | "La Maldad: Mas líbranos del mal, amén"                 | Tabú: Jon Sistiaga                          |                   |  |
| 15.06.2017       | "La Maldad: ¿La banalidad del mal?"                     | Tabú: Jon Sistiaga                          |                   |  |
| 22.11.2017       | "Machismo: Y Dios creó al Hombre"                       | Tabú: Jon Sistiaga                          |                   |  |
| 29.11.2017       | "Machismo: Érase una vez"                               | Tabú: Jon Sistiaga                          |                   |  |
| 06.12.2017       | "Machismo: Supervivientes"                              | Tabú: Jon Sistiaga                          |                   |  |
| 13.12.2017       | "Machismo: Hasta que la muerte nos separe"              | Tabú: Jon Sistiaga                          |                   |  |
| 15.11.2018       | "Los 7 Pecados Capitales: Avaricia"                     | Tabú: Jon Sistiaga                          |                   |  |
| 22.11.2018       | "Los 7 Pecados Capitales: Pereza"                       | Tabú: Jon Sistiaga                          |                   |  |
| 29.11.2018       | "Los 7 Pecados Capitales: Envidia"                      | Tabú: Jon Sistiaga                          |                   |  |
| 06.12.2018       | "Los 7 Pecados Capitales: Gula"                         | Tabú: Jon Sistiaga                          |                   |  |
| 13.12.2018       | "Los 7 Pecados Capitales: Lujuria"                      | Tabú: Jon Sistiaga                          |                   |  |
| 20.12.2018       | "Los 7 Pecados Capitales: Ira"                          | Tabú: Jon Sistiaga                          |                   |  |
| 27.12.2018       | "Los 7 Pecados Capitales: Soberbia"                     | Tabú: Jon Sistiaga                          |                   |  |
| 31.10.2019       | "ETA, el final del silencio: Zubiak"                    | ETA: el final del silencio                  |                   |  |
| 07.11.2019       | "ETA, el final del silencio: Extorsionados"             | ETA: el final del silencio                  |                   |  |
| 14.11.2019       | "ETA, el final del silencio: Miguel Ángel"              | ETA: el final del silencio                  |                   |  |
| 21.11.2019       | "ETA, el final del silencio: Orígenes"                  | ETA: el final del silencio                  |                   |  |
| 28.11.2019       | "ETA, el final del silencio: Años de plomo"             | ETA: el final del silencio                  |                   |  |
| 05.12.2019       | "ETA, el final del silencio: Epílogo"                   | ETA: el final del silencio                  |                   |  |
| 12.12.2019       | "ETA, el final del silencio: Terceras generaciones"     | ETA: el final del silencio                  |                   |  |
| 17.09.2020       | "Miedo: Obscuridad"                                     | Miedo: Jon Sistiaga                         |                   |  |
| 17.09.2020       | "Miedo: Luz"                                            | Miedo: Jon Sistiaga                         |                   |  |
| 31.10.2020       | "Estados Desunidos: Episodio 1"                         | Estados Desunidos: Jon Sistiaga             |                   |  |
| 03.11.2020       | "Estados Desunidos: Episodio 2"                         | Estados Desunidos: Jon Sistiaga             |                   |  |
| 25.03.2021       | "La Otra Cara de la Pandemia - Episodio 1"              | La Otra Cara de la Pandemia: Jon Sistiaga   |                   |  |
| 01.04.2021       | "La Otra Cara de la Pandemia - Episodio 2"              | La Otra Cara de la Pandemia: Jon Sistiaga   |                   |  |
| 30.06.2021       | "Polonia ¿zona libre de LGTBI?"                         | Polonia ¿zona libre de LGTBI?: Jon Sistiaga |                   |  |
| 24.04.2024       | "Polarizados: Miguel Ángel Rodríguez y Pablo Iglesias"  | Otro enfoque                                |                   |  |
| 01.05.2024       | "Religión Z: Hakuna"                                    | Otro enfoque                                |                   |  |
| 08.05.2024       | "Irene Montero"                                         | Otro enfoque                                |                   |  |

## Premios
Premio de Reporteros sin Fronteras
| Año  | Resultado |
| ---- | --------- |
| 1999 | Ganador   |

Premio Ortega y Gasset
| Año  | Resultado |
| ---- | --------- |
| 2003 | Ganador   |

Premios Ondas
| Año  | Categoría                   | Canal  | Resultado |
| ---- | --------------------------- | ------ | --------- |
| 2012 | Mejor Cobertura Informativa | Canal+ | Ganador   |